# بوترونیو
بوترونیو (به ایتالیایی: Botrugno) یک کومونه در ایتالیا است که در استان لچه واقع شده‌است.

## خصوصیات
بوترونیو ۹ کیلومترمربع مساحت و ۲٬۹۳۶ نفر جمعیت دارد و ۹۲ متر بالاتر از سطح دریا واقع شده‌است.